# José Gangoso Gil
José Gangoso Gil, més conegut com a Fano (Valladolid, 21 d'octubre de 1966) és un exfutbolista castellanolleonès, que ocupava la posició de defensa.

## Trajectòria
Sorgeix del planter del Reial Valladolid, tot debutant amb el primer equip en un encontre de la 84/85, en el qual marcaria. Dos anys després tornaria a aparèixer amb el primer equip, a partir d'ara amb certa continuïtat fins a 1991, encara que sent sempre suplent i amb un total de 33 partits.
La temporada 91/92 serà cedit al Nàstic de Tarragona i a l'any següent fitxa per la Cultural Leonesa.